# Jus de noni
Le jus de Noni provient du fruit de l’arbre de Morinda citrifolia également appelé Nono ou pomme-chien, originaire d’Asie du Sud-Est ou d’Australie.

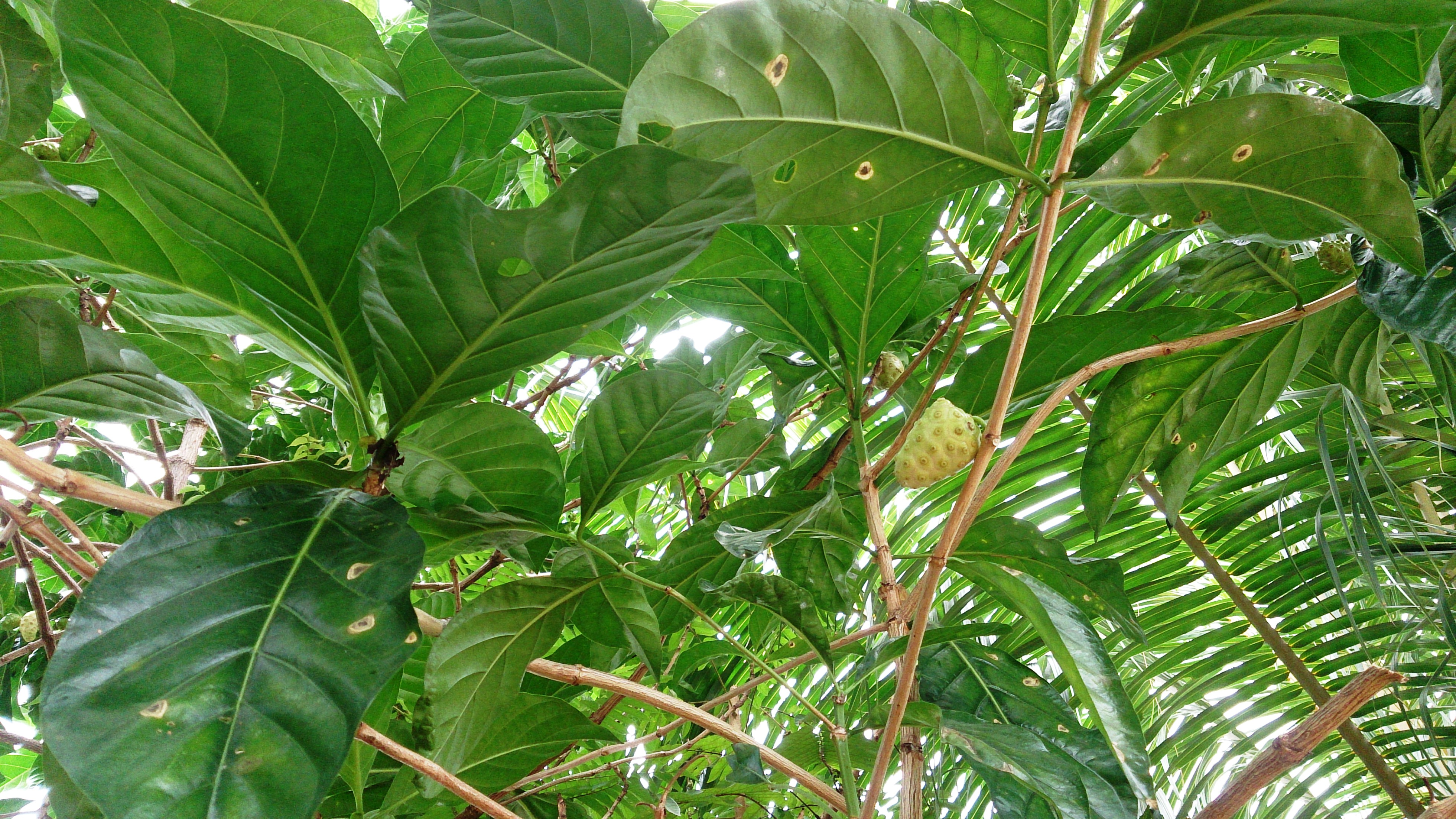
Morinda citrifolia

Il est connu pour être un remède contre un certain nombre de maladies. Cependant aucune preuve scientifique n’a pu vérifier la véracité de ces allégations.

## Histoire

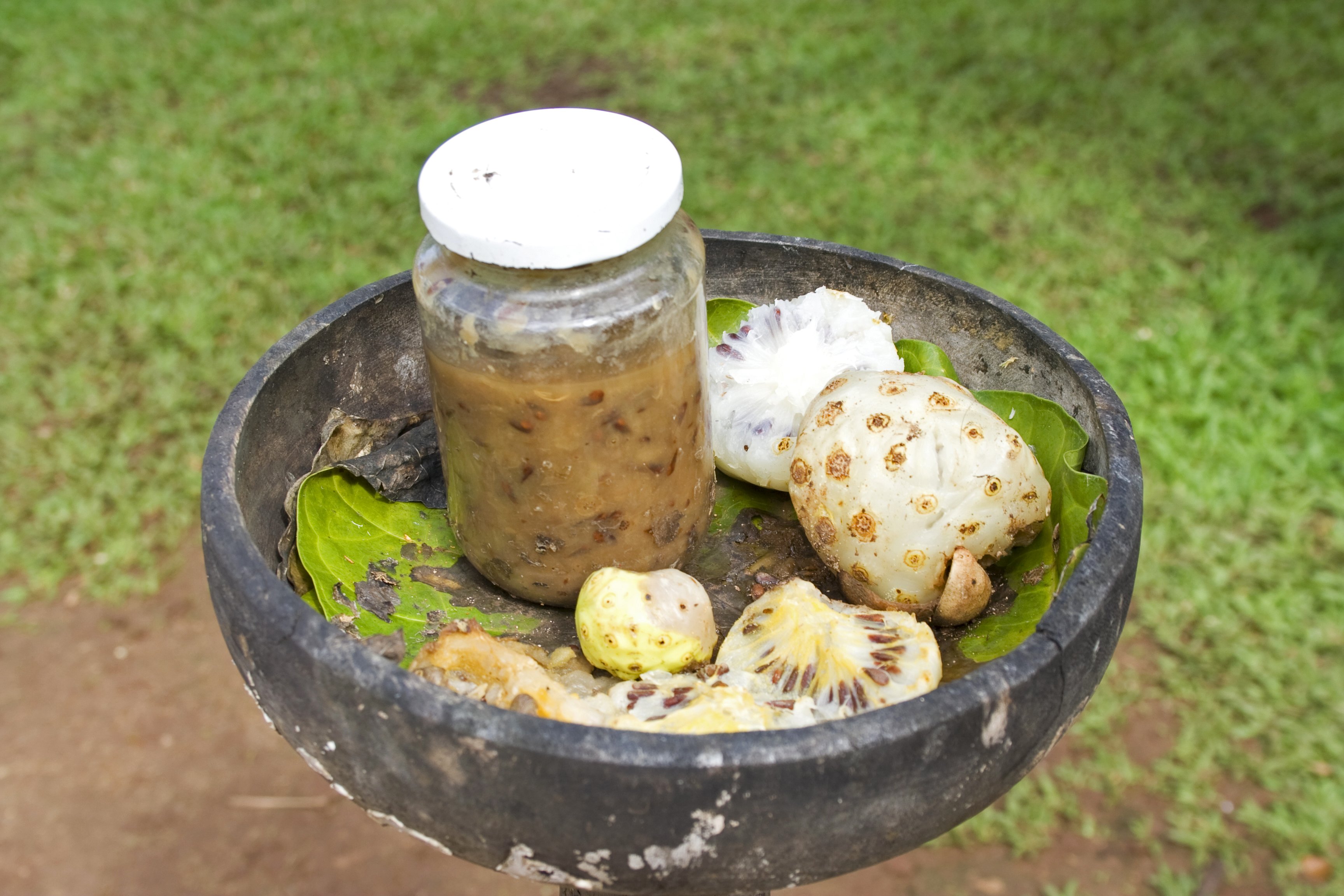
Jus de noni

La première méthode d’extraction du fruit a été sous forme de pulpe en poudre et vendue par la suite sous forme de capsule. C’est Herbet Moniz Herb’s Herbs en 1992 qui a breveté une méthode unique de déshydratation du fruit de l’arbre nono.

## Réglementation et tests de sécurité
La marque américaine Flora a en août 2004 reçu une lettre d’avertissement de la part de l’administration « Food, Drug and Insecticide administration » (FDA) pour violation de l’article 201 de la loi fédérale sur les aliments, les médicaments / drogues et les cosmétiques. En effet, la marque Flora a fait l’objet de douze allégations de santé pour avoir évalué le jus de noni comme étant un médicament. Pour indiquer qu’un produit a un effet sur la santé il doit préalablement avoir passé des essais cliniques.
La lettre de la FDA a montré l’absence de preuve scientifique pour un quelconque bénéfice sur la santé des êtres humains. Elle pointe également du doigt le docteur Isabella Abbot et le docteur Ralph Heinicke.
Dans l’Union Européenne des tests de sécurité ont été passés sur le jus de noni et aucun n’a pu prouver la véracité d’un effet relatif à la santé.

## Recherche
En 2005, deux publications scientifiques ont décrit des cas d’hépatite aiguë causée par l’ingestion de jus de noni. Ils ont montré que les feuilles, les racines et les fruits de l’arbre noni étaient potentiellement toxiques pour le foie et d’autres organes. En 2006 l’Autorité européenne de sécurité des aliments (AESA) n’établit pourtant aucun lien de causalité. L'AESA conseille néanmoins aux personnes ayant des antécédents de troubles hépatiques de ne pas consommer de jus de noni.
Le potentiel de toxicité causé par les jus de noni reste sous surveillance par l’AESA ainsi que par les autorités individuelles de sécurité alimentaire en France, en Finlande, en Irlande et en Allemagne. Des études ont publié des tests constatant qu’il n’y avait pas d’effets néfastes de la consommation des jus, mais d’autres ont montré que ces études n’ont pas été faite de manière adéquate.
Les consommateurs de jus de noni sont invités à vérifier soigneusement les étiquettes, qui comportent des avertissements comme « non sûr pour les femmes enceintes » ou « à conserver hors de la portée des enfants ».

## Danger
Les plantes et les jus de noni ont été promus par des praticiens de la médecine alternative comme aidant un certain nombre de maladies humaines comme le VIH, les maladies cardiaques et le cancer. Cependant les produits noni peuvent contenir des quantités élevées de potassium, interdit pour les personnes ayant des problèmes rénaux. En outre, selon l’American Cancer Society « il n’existe aucune preuve clinique fiable disant que le jus de noni est efficace pour prévenir ou traiter le cancer ou toute autre maladie chez les humains ».